# Josephoartigasia
Josephoartigasia monesi ist ein ausgestorbenes Nagetier und gehört der Familie der Dinomyidae („Schreckliche Mäuse“) an, zu denen auch das heute noch lebende Pakarana zählt. Es handelt sich um das größte bekannte Nagetier. Fossilien von Josephoartigasia monesi wurden in südamerikanischen Schichten nachgewiesen, die dem Pliozän und möglicherweise dem Pleistozän zugeordnet werden. Das Art-Epitheton „monesi“ wurde zu Ehren des uruguayischen Paläontologen Álvaro Mones ausgewählt.

## Fundorte
Fossilien von Josephoartigasia monesi wurden in 4 bis 2 Millionen Jahre alten Schichten der San-José-Formation am Ufer des Río de la Plata in Uruguay gefunden. Man nimmt an, dass die Familie der Dinomyidae sich vor 20 Millionen Jahren zunächst im Süden Südamerikas ausbreitete. Die Art Josephoartigasia monesi ist das jüngste Mitglied der Familie.

## Eigenschaften
Man fand in der San-José-Formation einen 53 Zentimeter langen Schädel, der in den Kiefern ungewöhnlich kleine Mahlzähne aufwies. Auch die Ansätze der Kaumuskeln, die für die Mahl-Bewegungen des Unterkiefers verantwortlich sind, sollen ungewöhnlich schwach für Nagetiere gewesen sein. Daraus schließen die Paläontologen Ernesto Blanco und Andrés Rinderknecht, dass sich Josephoartigasia monesi wahrscheinlich von weichen Pflanzen und Früchten ernährt hat. Dies würde die Theorie stützen, dass das Nagetier in Flussdeltas mit reichem Pflanzenbewuchs lebte.
Eine spätere Untersuchung ergab jedoch eine um das Dreifache stärkere Beißkraft als ursprünglich vermutet. Sie soll der eines Tigers entsprochen haben. Wie die Elefanten ihre Stoßzähne konnte Josephoartigasia monesi seine Schneidezähne wahrscheinlich auch zum Graben und zur Verteidigung einsetzen.
Schätzungen des Gewichts gehen von 1.211 Kilogramm aus. Jedoch haben diese Berechnungen einen großen Unsicherheitsbereich von 753 Kilogramm mehr oder weniger. Mit diesem Gewicht wäre Josephoartigasia monesi doppelt so schwer wie das bisher als größtes Nagetier benannte Phoberomys pattersoni und 16 mal schwerer als das südamerikanische Wasserschwein mit seinen bis zu 60 Kilogramm. Wegen seines riesigen Körpers war das Tier laut Berechnungen wahrscheinlich den ganzen Tag mit der Nahrungsaufnahme beschäftigt, um seine Körpertemperatur konstant halten zu können.

## Einordnung
Aufgrund der Schädelmerkmale, wie ein schwach ausgeprägter Jochbeinfortsatz des Stirnbeins, der auf Stärke des Kauapparates ausgelegten Kieferknochen, der nach hinten geöffneten Augenhöhle und der zahnfreien Lücke (Diastema) zwischen Backen- und Schneidezähnen, ordnet man Josephoartigasia monesi den Nagetieren (Rodentia) zu. Die Nagezähne der Art waren ungefähr 30 Zentimeter lang.